# ویلیام اچ. آوری
ویلیام هنری آوری (William Henry Avery) (زادهٔ ۱۱ اوت ۱۹۱۱ – درگذشتهٔ ۴ نوامبر ۲۰۰۹)، سیاستمدار حزب جمهوری‌خواه اهل ایالات متحده بود که از ۱۹۶۵ تا ۱۹۶۷ میلادی به عنوان ۳۷امین فرماندار کانزاس خدمت کرد.

## زندگی و حرفه
آوری در ۱۱ اوت ۱۹۱۱ در ویکفیلد، کانزاس بدنیا آمده و در ۱۹۳۴ میلادی از دانشگاه کانزاس فارغ‌التحصیل گردید. هنگام آموزش در دانشگاه کانزاس، وی به سازمان برادری دلتا اوپسیلون ملحق شد. وی عضو هیئت مدیره مدرسه ویکفیلد بود، از ۱۹۵۱ تا ۱۹۵۵ میلادی در مجلس نمایندگان کانزاس و از ۱۹۵۵ تا ۱۹۶۵ میلادی به عنوان نماینده جمهوری‌خواه در کنگره ایالات متحده خدمت کرد.
والدین آوری هر دو فارغ‌التحصیل دانشگاه بودند؛ پدرش از دانشگاه ایالتی کانزاس و مادرش از دانشگاه ایالتی امپوریا فارغ‌التحصیل شده بود. هرچند در آن دوران بیشتر کودکان واجد شرایط به مدرسه نمی‌رفتند، اما والدین آوری به‌طور قوی در راستای کسب تحصیل فرزند خود تلاش نمودند. اگرچه خانواده وی به‌طور سنتی در دانشگاه ایالتی کانزاس آموزش دیده بودند و نزدیکترین کالج نیز برای وی محسوب می‌شد، اما او گربه‌های وحشی را رد نموده و در دانشگاه کانزاس در لارنس، کانزاس پذیرفته شد.
آوری «از ۱۱ ژانویه ۱۹۶۵ تا ۹ ژانویه ۱۹۶۷ به عنوان سی و هفتمین رئیس اجرایی ایالت خدمت کرد. هرچند دوره خدمت فرمانداری وی کوتاه بود، اما شخصیت خوش‌برخورد و توانایی وی در برنده شدن در انتخابات‌ها، وی را به یکی از شخصیت‌های مرکزی حزب جمهوری‌خواه کانزاس در طول دهه‌های ۱۹۵۰ و ۱۹۶۰ میلادی مبدل کرد».
آوری به عنوان فرمانداری بیاد آورده می‌شود که مجازات اعدام پری اسمیت و ریچارد هیکاک را تحریم کرد، دو قاتل خانواده کلتر که در کتاب در کمال خون‌سردی اثر ترومن کاپوتی به شهرت رسیدند. کاپوتی، فرماندار را به عنوان «یک مزرعه‌دار ثروتمند» که از نظریات مردم آگاه است توصیف می‌نماید. وی همچنین زمانی که به عنوان فرماندار خدمت می‌کرد، یک بنای یادبود را در دلفوس، کانزاس به افتخار آبراهام لینکلن و گریس بدل، دختر یازده ساله که به نامزد ریاست جمهوری لینکلن پیشنهاد تا ریش مشهور خود را بگذارد، وقف کرد.
پس از شکست در انتخابات فرمانداری ۱۹۶۶ در مقابل رابرت دوکینگ، آوری سعی کرد تا در انتخابات مجلس سنای ایالات متحده برنده شود، اما در انتخابات مقدماتی توسط نامزد آینده ریاست جمهوری باب دول شکست خورد. آوری پس از اینکه از حرفه سیاست بازنشسته شد، برای شرکت نفت کلینتون کار کرده و رئیس شرکت ریال پترولیم شد. وی در ۱۹۹۰ میلادی به عنوان عضو هیئت حکومت‌داری ملی آرمان مشترک انتخاب گردید.
وی یکی از فرمانداران پیشین بود که هنگام ساخت مستند فرماندار کانزاس با وی مصاحبه صورت گرفت و طی این مصاحبه وی با افتخار اظهار داشت که طی چندین سال خدمت در عرصه سیاست، هرگز گلف بازی نکرده‌است. آوری در ۱۹۴۰ میلادی با هیزل بولز (زادهٔ ۴ ژانویه ۱۹۱۴ – درگذشتهٔ ۱۷ اوت ۲۰۰۴) ازدواج کرد و تا زمان مرگ همسرش با وی بود.
وی در ۴ نوامبر ۲۰۰۹ به عمر ۹۸ سالگی درگذشت. در سراسر ایالت دستور داده شد تا پرچم‌ها به افتخار وی تا ۱۴ نوامبر به‌طور نیمه برافراشته درآیند.

## ورود به سیاست
حرفه سیاسی ویلیام آوری از مخزن سد میلفورد آغاز شد. «درست زمانی که از کالج برگشتم، مسئولیت مزرعه را به دوش گرفتم. من در نهایت تبدیل به نوعی سخنگو برای قسمت‌های پایینی دره جمهوری‌خواه که مخالف این مخزن سد بودند شدم، و با حضور در این گروه با مردمان زیادی در بالای دهانه توتل که با دهانه [سد] توتل مخالف بودند، آشنا شدم. بنا بر این، پس از اینکه موضوع اندکی داغ شد، دریافتم که گروه و ما تا حدی کار مؤثری کرده‌ایم».
آنچه آن گروه سعی داشت انجام دهد این بود تا از ساخت سد جلوگیری نماید. سیلابی در ۱۹۳۵ میلادی رخ داده بود و ساکنین دهانه توتل بیشتر نگران از دست دان خانه‌ها و زمین خود بودند تا کمبود آب. بخاطر همین کار در دهانه توتل، آوری مجبور شد تا خود را در مجلس نمایندگان ایالتی نامزد نماید. وی باور داشت که ساکنین محلی فکر خواهند کرد که نمایندگی بهتری از آنها صورت می‌گیرد و آوری وظیفه خود دانست تا این خلاء را پر کند. فرصت زمانی برای وی مساعد گردید که شهروندان منطقه کلی سنتر، کانزاس از وی درخواست نمودند تا خود را در مجلس نمایندگان ایالتی کانزاس نامزد نماید. آوری گفت که این کار را انجام خواهد داد، اما در صورتی که وی در انتخابات مقدماتی رقیبی نداشته باشد. «آنها دلایلی زیادی مبنی بر اینکه چرا من باید خود را نامزد کنم ارایه کردند. من گفتم، درست، من معامله‌ای را پیشنهاد می‌کنم. اگر شما تضمین کنید که من در انتخابات مقدماتی رقیب نخواهم داشت، من احتمالاً در انتخابات شرکت خواهم کرد، اما من نمی‌خواهم یک کارزار برای انتخابات مقدماتی و احتمالاً یک کارزار دیگر برای انتخابات سراسری داشته باشم». آنها حدود یک هفته بعد دوباره آمدند و گفتند، «ما مسئله را حل کردیم؛ تو در انتخابات مقدماتی رقیب نخواهی داشت».
مزیتی که آوری داشت این بود که وی نامزد جمهوری‌خواه در یکی از بزرگترین شهرستان‌های جمهوری‌خواه ایالت کانزاس بود. وی همچنین مزرعه‌دار نسل سوم بود که آموزش دانشگاهی نیز دریافت کرده و دوباره بخاطر اداره مزرعه برگشته بود. این دو عامل به وی کمک کرد تا به عنوان قانون‌گذار انتخاب گردد. «شهرستان کلی یکی از قوی‌ترین شهرستان‌های جمهوری‌خواه در کانزاس است، من فکر می‌کنم شماره اول، دوم و سوم، از اینرو من در انتخابات سراسری حتی هیچ رقیبی نداشتم و زمانی که برای بار دوم نیز نامزد شدم اصلاً رقیبی نداشتم».
آوری در انتخابات مقدماتی شهرستان کلی در یک واقع یک رقیب داشت. وی نامزد جنبش ممنوعیت الکل، اید وولهوف، را با تفاوت ۱۹۸۳ رأی شکست داد تا بتواند وارد انتخابات مقدماتی ۱۹۵۴ جمهوری‌خواه شود. متصدی حوزه انتخابیه اول دموکرات هوارد میلر بود، کسی که متصدی آلبرت کول را شکست داده بود. غلط‌فهمی‌های میان کول و آوری در رابطه با مخزن سد میلفورد وجود داشت. «در رابطه با اقدامات مرتبط با دره بلُو و دره جمهوری‌خواه، وی مخالف دهانه توتل و مخالف میلفورد است و از این رو وی پایگاه محکمی در این منطقه دارد. اما با وقوع سیلاب ۱۹۴۲، آسیب فراوانی به مناطق پایینی رودخانه وارد شد و از اینرو حمایت ساکنین قسمت پایینی رودخانه از مخزن‌ها دوباره زنده شد. من آلبرت را می‌شناختم و از اینرو در این رابطه چیزی زیادی از او نپرسیدم، اما من از صحبت‌های وی درک کردم که وی بر خلاف تخصیص این پول به میلفورد و دهانه توتل رأی داده‌است. به هر حال، وی ایستاد نشد و مخالف نکرد».
رویدادها این مفهوم را می‌رساند که نماینده جدید برای حوزه انتخابیه کنگره‌ای اول کانزاس انتخاب خواهد شد. برای اینکه این نماینده جدید ویلیام آوری باشد، وی باید در انتخابات مقدماتی برنده می‌شد. بزرگترین رقیب آوری در انتخابات مقدماتی دورال هاوکس بود، جمهوری‌خواهی که پشتوانه قوی در توپیکا داشت. حوزه انتخابیه کنگره‌ای اول کانزاس مشتمل بر ۱۳ شهرستان است که شامل ناحیه شاونی نیز می‌شود؛ جاییکه شهرستان توپیکا در آن واقع شده‌است. پس از اینکه سیلاب‌های ۱۹۳۵ و ۱۹۴۲ خسارات هنگفتی به شهر توپیکا وارد کرد، بیشتر ساکنین محل خواهان ساخته شدن مخزن برای حفاظت از شهر بودند.